# Forgách Mihály (katona)
Ghymesi és gácsi báró Forgách Mihály (1569 – 1603) császári és királyi katona, rector magnificus.

## Élete
Az ősrégi nemesi származású Forgách család sarja. Ghymesi és gácsi báró Forgách Simon (1527-1598) főpohárnok és Pemflinger Orsolya fia volt. Szellemi tehetségét hamar megmutatta, így szülei, testvéreihez hasonlóan külföldön oktatták.
1587-ben a strassbourgi egyetemről jött Wittenbergbe és itt rector magnificusnak választották; 1589. február 2-án tért vissza hazájába. Az akkori tudósokkal levelezést is folytatott, és a tudományoknak nagy pártolója volt. 1590-ben Páduába utazott tanulmányai folytatására, több társával együtt. A feljegyzések szerint felajánlották neki a magyar tanácsosi tisztséget is, ám ezt olasz tudásának hiányában elutasította.
Később a katonai pályára lépett, 1594-ben Hardegg gróf vezérlete alatt Komárom alatt táborozott.

## Házassága és leszármazottai
1598-ban testvéreivel a garami kastélyban döntenek az elhunyt Forgách Ferenc püspöktől rá maradó hagyatékról, melynek felét lekötötte jegyesének, kányaföldi Kerecsényi Mihály Katalin lányának. 1600 január 25-én ismét megállapodást köt a jegyespár, melyben megállapodnak, hogy Kerecsényi Kata átengedi 80 000 Ft vagyonát és ezüstneműit leendő férjének, ha előtte gyermektelenül meghalna. A férfi gyermektelen halála esetén a feleséget élete végéig megilleti a ghymesi és komjáti birtokok jövedelmének fele. A házasságot is feltételezhetően ez időben kötötték meg.
Házasságuk nem tarthatott sokáig, mert 1603. március 19-én Mihály Pozsonyban végső rendelkezéseit megtette. Ebben kéri feleségét, hogy Forgách Imre mellé temessék. Mivel vagyonukat feleségével együtt szerezték, a vagyonát neki hagyja, de kéri, hogy a Ghymesre vonatkozó okleveleket adja Zsigmond bátyjának. Özvegye a hagyaték miatt perbe lépett a családdal.
Nejétől, kányaföldi Kerecsényi Katalintól gyermekei nem maradtak.

## Munkái
- Oratio de Peregrinatione et eius Laudibus: cum ex Insigni Argentoratensi quo ante missus fuerat celeberrimam Witebergensem Academiam venisset: in inclyto nationis Vngaricae Coetu, Witebergae scripta et habita a Michaële Forgacz, libero Barone in Gymes. Witebergae, 1587 archive.org
- Oratio de Magnanimitate Regia Virtute. Witebergae. 1589
- Üdvözlő verset irt Sárközi D. Bálinthoz 1588-ban
- Forgách Mihály–Justus Lipsius levélváltása; sajtó alá rend. Stoll Béla, latinból ford. Pirnát Antal, bev., szerk. Klaniczay Tibor, jegyz. V. Kovács Sándor, életrajz Komlovszki Tibor; MTA Irodalomtudományi Intézet, Budapest, 1970 (Studium)